# Страгово
Страгово (на македонска литературна норма: Страгово) е село в Северна Македония, в Община Кавадарци.

## География
Селото е разположено югоизточно от общинския център Кавадарци. В селото има две църкви - селската „Свети Атанасий“ и гробищната „Свети Димитър“. „Свети Димитър“ е обикновена постройка, без стенописи в интериора, нито стари икони. „Свети Атанасий“ е трикорабна с голяма олтарна апсида. И двете са в много лошо състояние.

## История
В XIX век Страгово е село в Тиквешка кааза на Османската империя. През 60-те години на ХIХ век селото приема унията и става част от Българската униатска църква. Викторен Галабер, който посещава селото през септември 1866 година заедно с епископ Рафаил Попов описва селото по следния начин:
| „ | Страгова е бедно и нещастно село от тридесет християнски къщи, опостошено и разорено от двама турски бейове, Махмуд бей, чийто чифлик е в центъра на селото, и Исмаил ага, чийто чифлик е на час и половина път от селото; и двамата се разбират прекрасно за ограбването на селяните, присвоявайки си днес нивата на този, утре лозето на онзи; нещастните селяни нямат никакви други права освен давността на притежанието; бейовете лесно намират свидетели, че земите по-рано са принадлежали на техните семейства... | “ |

 Ръководителят на лазаристката мисия в Битола, Жозеф Льопевек оказва съдействие на местните жители пред турските власти в борбата им срещу издевателствата на Махмуд бей и Исмаил ага.
През март 1879 година жителите на селото пращат делегация в руското консулство в Солун, за да се оплачат от насилията на хаджи Исмаил ага. В етнографската си карта от 1900 година Васил Кънчов („Македония. Етнография и статистика“) го посочва като българско село.
Цялото християнско население на селото е под върховенството на Българската екзархия. По данни на секретаря на екзархията Димитър Мишев („La Macédoine et sa Population Chrétienne“) в 1905 година в Стагово (Stagovo) има 520 българи екзархисти и работи българско училище.
При избухването на Балканската война в 1912 година един човек от Страгово е доброволец в Македоно-одринското опълчение.

## Личности
Родени в Страгово
- Данаил Темелков, български революционер от ВМОРО, четник на Васил Пачаджиев[8]